# Johann Heinrich Lambert
Johann Heinrich Lambert (Mulhouse, 26 de agosto de 1728 — Berlim, 25 de setembro de 1777) foi um matemático suíço radicado na Prússia. A obra de Lambert inclui a primeira demonstração de que π é um número irracional (1768), o desenvolvimento da geometria da regra, o cálculo da trajetória de cometas. Também se interessou por cartografia e definiu a projeção de Lambert. Foi um dos criadores da fotometria e autor de trabalhos inovadores sobre geometrias não euclidianas.

## Trabalho

### Matemática

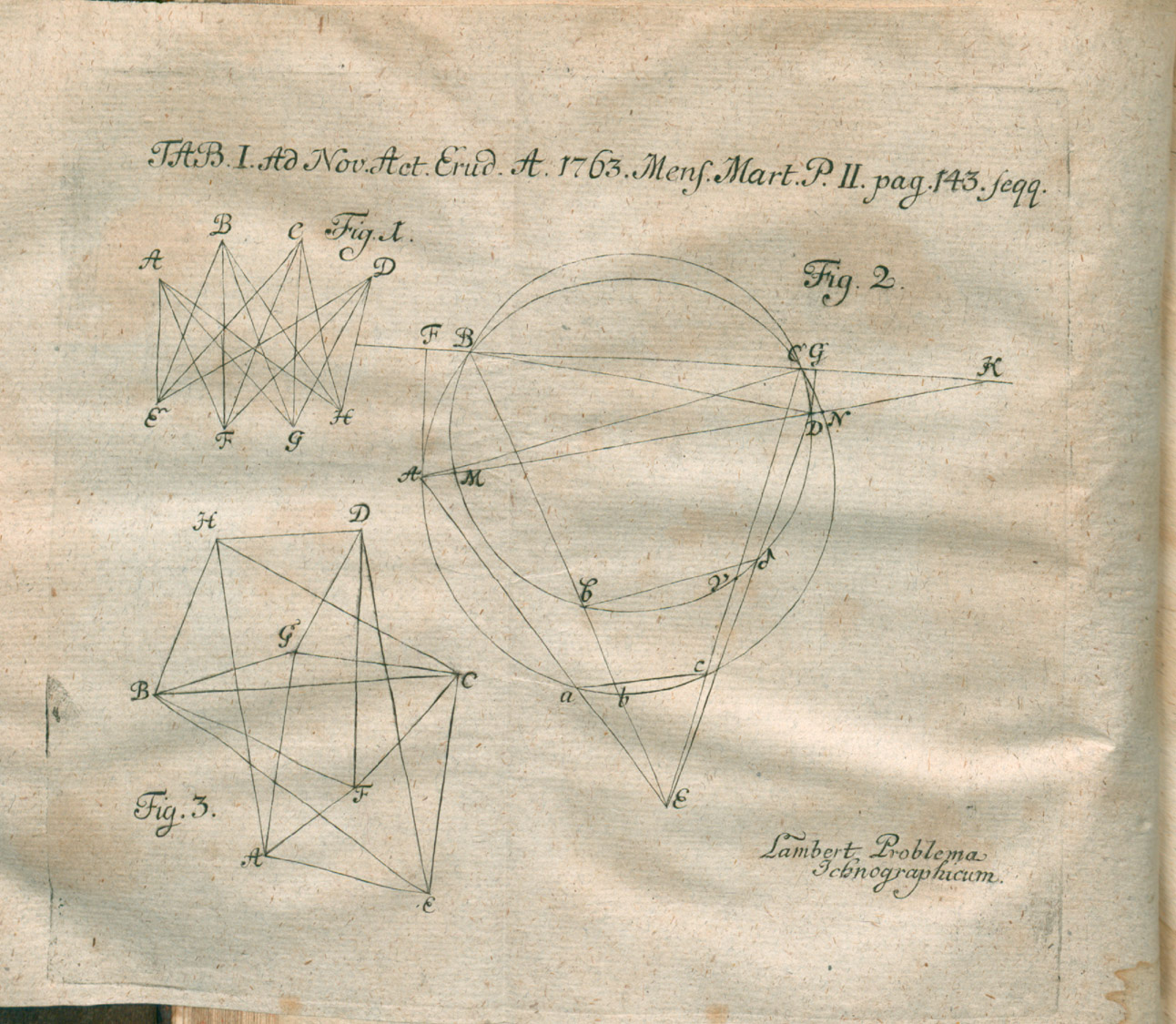
Ilustração de De ichnographica campi publicada em Acta Eruditorum, 1763

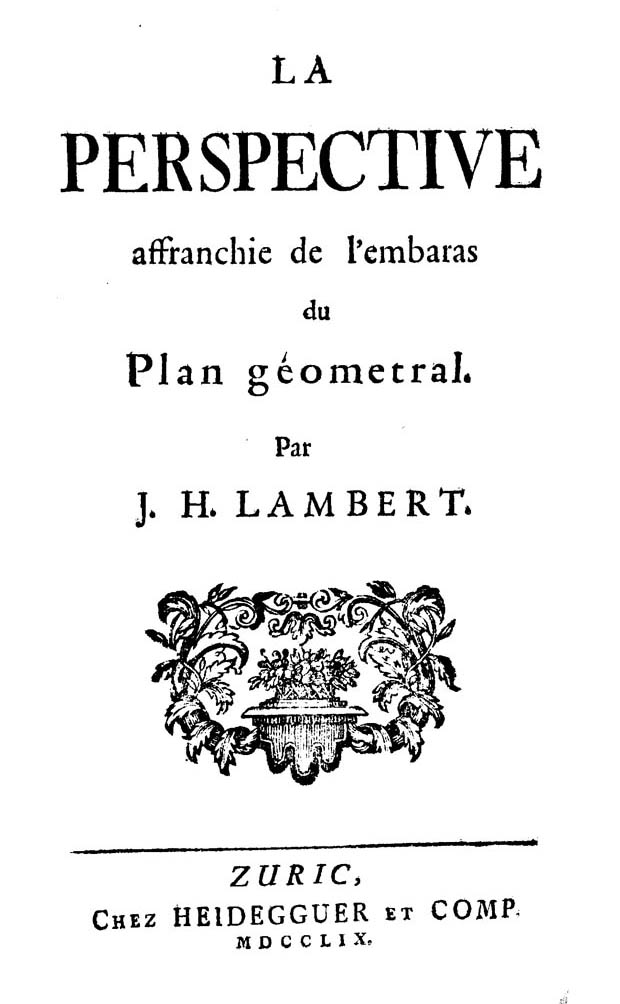
La perspective affranchie de l'embarras du plan géometral, dição francesa, 1759

Lambert foi o primeiro a introduzir funções hiperbólicas em trigonometria. Além disso, ele fez conjecturas sobre o espaço não euclidiano. Lambert é creditado com a primeira prova de que π é irracional usando uma fração contínua generalizada para a função tan x. Euler acreditou na conjectura, mas não conseguiu provar que π era irracional, e especula-se que Aryabhata também acreditava nisso, em 500 EC. Lambert também desenvolveu teoremas sobre seções cônicas que simplificaram o cálculo das órbitas dos cometas.
Lambert desenvolveu uma fórmula para a relação entre os ângulos e a área dos triângulos hiperbólicos. Estes são triângulos desenhados em uma superfície côncava, como em uma sela, em vez da usual superfície euclidiana plana. Lambert mostrou que os ângulos somados eram menores que π (radianos), ou 180°. A quantidade de déficit, chamada de defeito, aumenta com a área. Quanto maior a área do triângulo, menor a soma dos ângulos e, portanto, maior o defeito C△ = π — (α + β + γ). Ou seja, a área de um triângulo hiperbólico (multiplicado por uma constante C) é igual a π (em radianos), ou 180°, menos a soma dos ângulos α, β e γ. Aqui C denota, no sentido presente, o negativo da curvatura da superfície (tomar o negativo é necessário, pois a curvatura de uma superfície de sela é definida como negativa em primeiro lugar). À medida que o triângulo aumenta ou diminui, os ângulos mudam de uma forma que proíbe a existência de triângulos hiperbólicos semelhantes, pois apenas os triângulos que têm os mesmos ângulos terão a mesma área. Portanto, em vez de a área do triângulo ser expressa em termos dos comprimentos de seus lados, como na geometria euclidiana, a área do triângulo hiperbólico de Lambert pode ser expressa em termos de seus ângulos.

### Projeção de mapa
Lambert foi o primeiro matemático a abordar as propriedades gerais das projeções cartográficas (de uma Terra esférica). Em particular, ele foi o primeiro a discutir as propriedades de conformidade e preservação de áreas iguais e a apontar que elas eram mutuamente exclusivas. (Snyder 1993 p77). Em 1772, Lambert publicou sete novas projeções cartográficas sob o título Anmerkungen und Zusätze zur Entwerfung der Land- und Himmelscharten, (traduzido como Notes and Comments on the Composition of Terrestrial and Celestial Maps por Waldo Tobler (1972)). Lambert não deu nomes a nenhuma de suas projeções, mas agora elas são conhecidas como:
1. cônica conformada de Lambert
2. Mercator transversal
3. Área igual azimutal de Lambert
4. Projeção de Lagrange
5. Área igual cilíndrica de Lambert
6. Área igual cilíndrica transversal
7. Lambert área cônica igual

Os três primeiros são de grande importância. Maiores detalhes podem ser encontrados em projeções cartográficas e em diversos textos.

### Física
Lambert inventou o primeiro higrômetro prático. Em 1760, publicou um livro sobre fotometria, o Photometria. Partindo do pressuposto de que a luz viaja em linha reta, ele mostrou que a iluminação era proporcional à força da fonte, inversamente proporcional ao quadrado da distância da superfície iluminada e ao seno do ângulo de inclinação da direção da luz ao da a superfície. Esses resultados foram apoiados por experimentos envolvendo a comparação visual de iluminações e usados para o cálculo da iluminação. Em Photometria Lambert também citou uma lei de absorção de luz, formulada anteriormente por Pierre Bouguer que ele é erroneamente creditado por (oLei de Beer-Lambert) e introduziu o termo albedo. A refletância lambertiana recebeu o nome dele. Ele escreveu um trabalho clássico sobre perspectiva e contribuiu para a óptica geométrica.
A unidade não SI de luminância, Lambert, é nomeada em reconhecimento ao seu trabalho em estabelecer o estudo da fotometria. Lambert também foi pioneiro no desenvolvimento de modelos de cores tridimensionais. Mais tarde na vida, ele publicou uma descrição de uma pirâmide triangular de cores Farbenpyramide), que mostra um total de 107 cores em seis níveis diferentes, combinando de forma variada os pigmentos vermelho, amarelo e azul, e com uma quantidade crescente de branco para fornecer o componente vertical. Suas investigações foram construídas sobre as propostas teóricas anteriores de Tobias Mayer, estendendo grandemente essas ideias iniciais. Lambert foi auxiliado neste projeto pelo pintor da corte Benjamin Calau.

### Lógica e filosofia
Em sua principal obra filosófica, Neues Organon (Novo Organon, 1764, em homenagem ao Organon de Aristóteles), Lambert estudou as regras para distinguir as aparências subjetivas das objetivas, conectando-as com seu trabalho em óptica. O Neues Organon contém uma das primeiras aparições do termo fenomenologia, e inclui uma apresentação dos vários tipos de silogismo. De acordo com John Stuart Mill.
O filósofo alemão Lambert, cujo Neues Organon (publicado no ano de 1764) contém, entre outras coisas, uma das exposições mais elaboradas e completas da doutrina silogística, examinou expressamente que tipo de argumentos se enquadram de maneira mais adequada e natural em cada uma das quatro figuras; e sua investigação é caracterizada por grande engenhosidade e clareza de pensamento.
Uma edição moderna do Neues Organon foi publicada em 1990 pela Akademie-Verlag de Berlim.
Em 1765 Lambert começou a se corresponder com Immanuel Kant. Kant pretendia dedicar a Crítica da Razão Pura a Lambert, mas a obra foi adiada, aparecendo após a morte de Lambert.

### Astronomia
Lambert também desenvolveu uma teoria da geração do universo que era semelhante à hipótese nebular que Thomas Wright e Immanuel Kant desenvolveram (independentemente). Wright publicou seu relato em An Original Theory or New Hypothesis of the Universe (1750), Kant em Allgemeine Naturgeschichte und Theorie des Himmels, publicado anonimamente em 1755. Pouco depois, Lambert publicou sua própria versão da hipótese nebular da origem do sistema solar em Cosmologische Briefe über die Einrichtung des Weltbaues (1761). Lambert levantou a hipótese de que as estrelas perto do Solfaziam parte de um grupo que viajou junto pela Via Láctea, e que havia muitos desses agrupamentos (sistemas estelares) por toda a galáxia. O primeiro foi posteriormente confirmado por Sir William Herschel. Em astrodinâmica, ele também resolveu o problema da determinação do tempo de voo ao longo de uma seção da órbita, conhecido agora como problema de Lambert. Seu trabalho nesta área é comemorado pelo asteroide 187 Lamberta nomeado em sua homenagem.

### Meteorologia
Lambert propôs a ideologia de observar fenômenos periódicos primeiro, tentar derivar suas regras e depois expandir gradualmente a teoria. Ele expressou seu propósito na meteorologia da seguinte forma:

Parece-me que se alguém quiser tornar a meteorologia mais científica do que é atualmente, deve-se imitar os astrônomos que começaram estabelecendo leis gerais e movimentos intermediários sem se preocupar muito com detalhes primeiro. [...] Não se deveria fazer o mesmo na meteorologia? É certo que a meteorologia tem leis gerais e contém um grande número de fenômenos periódicos. Mas mal podemos adivinhar estes últimos. Apenas algumas observações foram feitas até agora, e entre elas não se pode encontrar conexões. Johann Heinrich Lambert
Para obter mais e melhores dados de meteorologia, Lambert propôs estabelecer uma rede de estações meteorológicas ao redor do mundo, na qual seriam registradas as diversas configurações do tempo (chuva, nuvens, seca...) – métodos que ainda hoje são utilizados. Ele também se dedicou ao aperfeiçoamento dos instrumentos de medição e conceitos precisos para o avanço da meteorologia. Isso resulta em seus trabalhos publicados em 1769 e 1771 sobre higrometria e higrômetros.

## Trabalhos publicados
- Lambert, Johann Heinrich. "Pyrometrie; oder, Vom maasse des feuers und der wȧrme. Mit acht kupfertafeln." Berlin, Bey Haude und Spener, 1779.

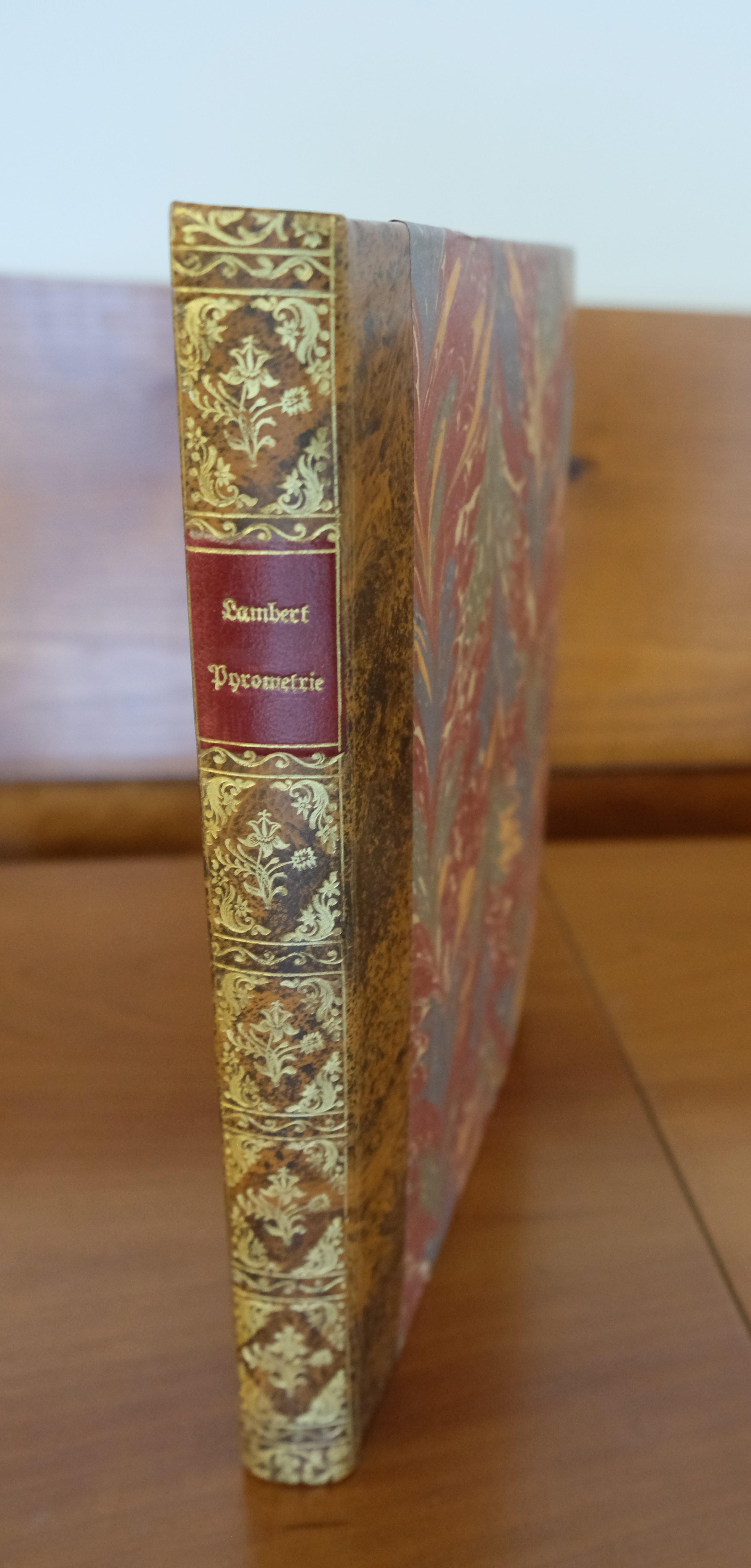
1779 cópia de "Pyrometrie oder vom Maasse des Feuers und der Wärme"
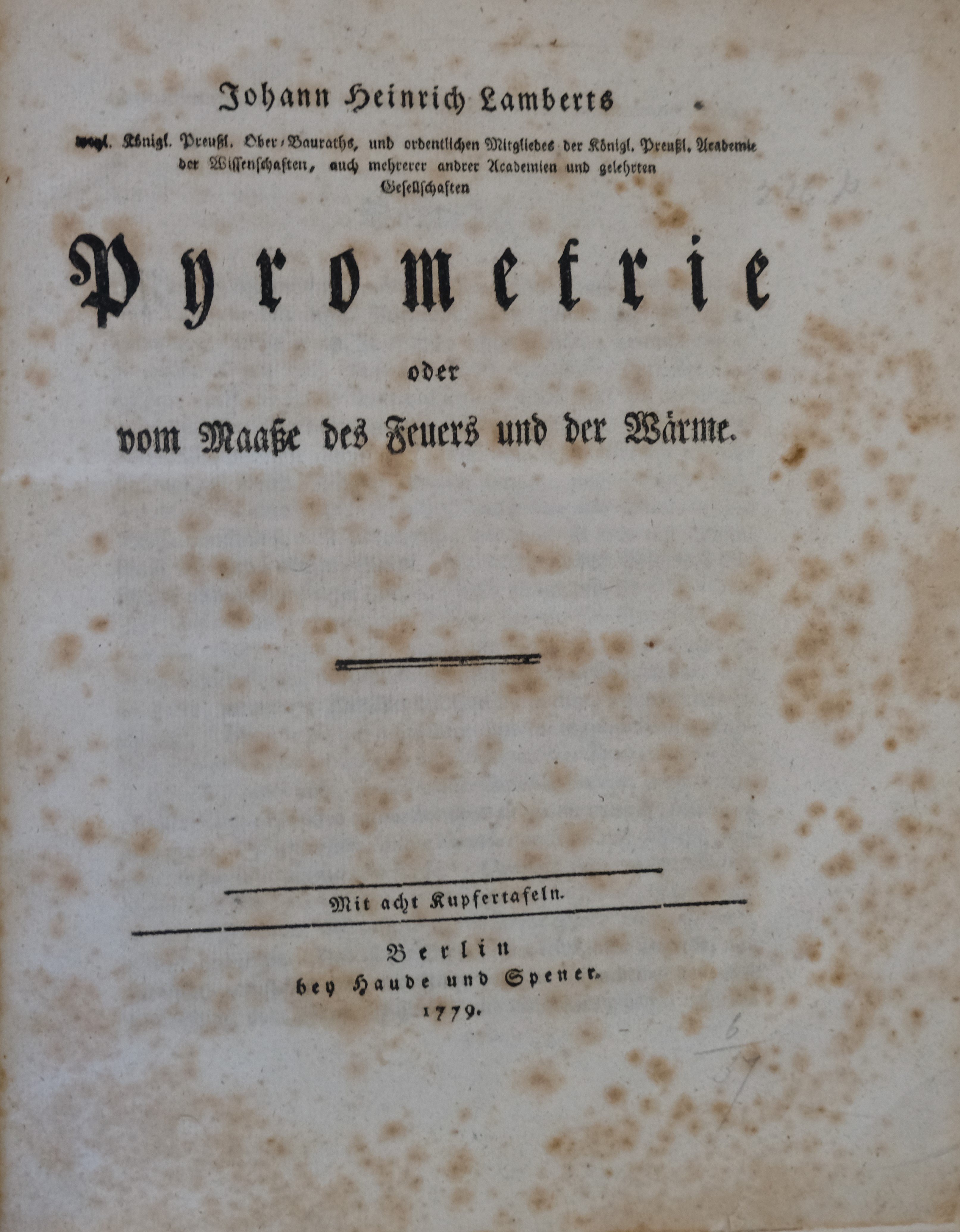
Página de título para "Pyrometrie oder vom Maasse des Feuers und der Wärme"
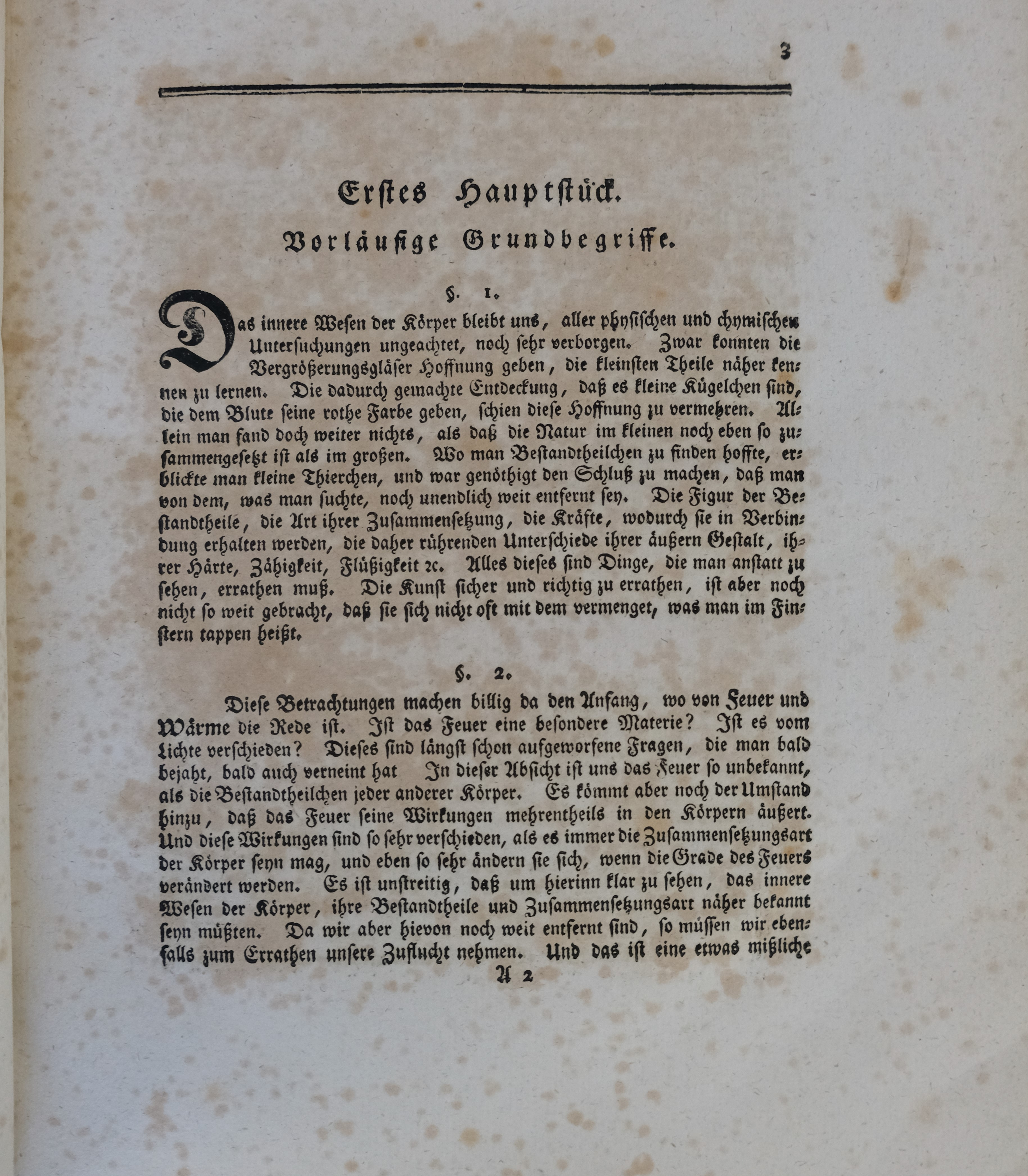
Primeira página de "Pyrometrie oder vom Maasse des Feuers und der Wärme"